# Technology Readiness Level
Il Technology Readiness Level (TRL, in italiano Livello di Maturità Tecnologica) è un metodo per la valutazione del grado di maturità di una tecnologia, sviluppata originariamente dalla NASA nel 1974 e successivamente modificata. Viene attualmente utilizzato da vari enti americani ed europei, quali il Dipartimento della Difesa americano, la NASA, l'Agenzia Spaziale Europea, la Commissione europea ed altri.
È basato su una scala di valori da 1 a 9, dove 1 è il più basso (definizione dei principi base) e 9 il più alto (sistema già utilizzato in ambiente operativo).
Nel 2013, l'Organizzazione internazionale per la normazione (ISO) ha pubblicato un proprio standard per definire i livelli di maturità tecnologica ed i relativi criteri di valutazione.
| Livello di TRL | Descrizione                                                                               |
| -------------- | ----------------------------------------------------------------------------------------- |
| TRL 1          | Osservati i principi fondamentali                                                         |
| TRL 2          | Formulato il concetto della tecnologia                                                    |
| TRL 3          | Prova di concetto sperimentale                                                            |
| TRL 4          | Tecnologia convalidata in laboratorio                                                     |
| TRL 5          | Tecnologia convalidata in ambiente (industrialmente) rilevante                            |
| TRL 6          | Tecnologia dimostrata in ambiente (industrialmente) rilevante                             |
| TRL 7          | Dimostrazione di un prototipo di sistema in ambiente operativo                            |
| TRL 8          | Sistema completo e qualificato                                                            |
| TRL 9          | Sistema reale provato in ambiente operativo (produzione competitiva, commercializzazione) |